# Vintilă Vodă
Vintilă Vodă is een Roemeense gemeente in het district Buzău.
Vintilă Vodă telt 3233 inwoners.